# Nesasio solomonensis
La lechuza temeraria o el búho de las Salomón (nombre científico: Nesasio solomonensis sin.:  Asio solomonensis) es una especie de ave de la familia Strigidae. Algunos taxónomos lo colocan en el género Asio.
Es endémico del archipiélago de las islas Salomón. Su hábitat natural son los bosques de montaña, usualmente por debajo de los 2000 m s. n. m.. 

## Descripción
Es un búho grande que crece hasta los 38 centímetros. Tiene un disco facial de color herrumbre, con cejas de color blanco. Por lo general, es de color marrón con partes inferiores ocre y rayas negruzcas. La especie normalmente se confunde con 2 otros búhos, el Nínox de las Salomón y el Nínox reidor, aunque el primero sea más pequeño y el segundo esté extinto. Su voz es parecida a un grito humano, creciendo en tono y volumen y emitido en una serie con intervalos de 10 segundos entre cada grito.

## Distribución y hábitat
Esta especie es endémica de las islas de Bougainville, en Papúa Nueva Guinea, Choiseul y Santa María, en Islas Salomón. Su hábitat es el bosque de montaña hasta los 2000msnm, usualmente primario pero también se le ha visto en el secundario.

## Comportamiento
Normalmente anida en huecos en árboles, aunque se han encontrado en árboles Ficus cubiertos por epifitas.